# Aeolosia alba
Aeolosia alba là một loài bướm đêm thuộc phân họ Arctiinae, họ Erebidae.